# August (phim 2011)
August là một bộ phim điện ảnh truyền hình LGBT của Mỹ được phát hành năm 2011. Bộ phim dài đầu tay của đạo diễn Eldar Rapaport có sự tham gia của Murray Bartlett trong vai Troy, một người đàn ông trở lại Los Angeles 5 năm sau khi từ bỏ mối quan hệ lâu dài với Jonathan (Daniel Dugan) để chuyển đến Tây Ban Nha. Tuy nhiên sự trở lại của anh đặt ra vấn đề cho Jonathan khi sự không dứt khoát trong mối với Troy đe dọa mối quan hệ của anh Jonathan với bạn trai mới Raul (Adrian Gonzalez).
Bộ phim là bản mở rộng của bộ phim ngắn Postmortem của Rapaport được làm vào năm 2005, và cũng có sự tham gia của Bartlett và Dugan.